# Juan Rosa Junquera
Juan Rosa Junquera (Jerez de la Frontera, Cadis, 5 de novembre de 1968), és un exjugador de bàsquet espanyol. Amb una alçada de 2,06 metres, la seva posició en la pista era la d'aler.

## Carrera esportiva
Juan Rosa és un jugador format al planter del Joventut de Badalona. La temporada 1986-87 va fer el salt al primer equip del Ron Negrita Joventut, a la lliga ACB. Va jugar tres temporades a Badalona, en les que va guanyar dues Copes Príncep d'Astúries i va ser subcampió d'una Recopa d'Europa. La temporada 89-90 va fitxar pel Valvi Girona, club en el que va jugar fins al 1995, amb l'excepció de la temporada 93-94 que la va disputar al Baloncesto Murcia. Després d'estar un any a EBA, degut a les lesions, jugant amb l'equip d'Hortalizas El Ejido, va fitxar pel Breogán Lugo de LEB primer, on va estar dues temporades, i pel CB Los Barrios després, també de LEB, on va estar quatre anys abans de retirar-se.